# La Cañada de Verich
La Cañada de Verich is een gemeente in de Spaanse provincie Teruel in de regio Aragón met een oppervlakte van 10,86 km². La Cañada de Verich telt 94 inwoners (1 januari 2016).

## Demografische ontwikkeling
Bron: INE, 1857-2011: volkstellingen